# La Clinique du Docteur H.
Pour les articles homonymes, voir La Clinique du docteur H. (homonymie).
La Clinique du Docteur H (titre original : The Cradle Will Fall) est un roman de Mary Higgins Clark paru en 1980.
Le roman est traduit en français en 1981.

## Résumé
Après un accident de voiture, Katie, procureur-adjoint d'une petite ville du New Jersey et veuve de l'éminent juge John DeMaio, est hospitalisée. En pleine nuit, alors qu'elle ne parvient pas à trouver le sommeil, elle aperçoit par la fenêtre un homme charger le corps sans vie d'une femme dans le coffre d'une voiture. Le lendemain, le bureau du procureur apprend la mort de Vangie Lewis, la voisine enceinte de la sœur de Katie. Katie fait le rapprochement : le corps sans vie qu'elle avait aperçu par la fenêtre était celui de Vangie, qu'elle avait déjà rencontrée auparavant. Mais comment cette jeune femme si désireuse d'avoir un enfant avait-elle pu se suicider au cyanure à quelques semaines de l'accouchement ?

## Personnages principaux
- Kathleen Calahan DeMaio, dite Katie De Maio

Âgée de vingt-huit ans, cette jeune procureur-adjoint est veuve du juge John DeMaio, décédé des suites d'un cancer de poumons. Elle l'avait rencontré lors d'une conférence donnée dans sa faculté de droit à Seton Hall. Il était alors le plus jeune juge du comté d'Essex. Ils avaient sympathisé et s'étaient mariés quelque temps plus tard, malgré leur différence d'âge de douze ans.
Le père de Katie est mort dans un hôpital d'une crise cardiaque. Ces deux événements marquants dans sa vie font qu'elle a une peur bleue des hôpitaux qui lui rappellent de douloureux souvenirs.
Amenée dans une ambulance à la clinique Westlake après un accident, elle est soignée par le célèbre docteur Highley.
- Edgar Highley

Gynécologue-obstétricien de formation, il est le responsable de la clinique Westlake, laissée après la mort de sa femme Winifred Westlake.
- Christopher Lewis

Marié à Vangie et futur père, il mène une double vie avec Joan, pour laquelle il souhaite quitter Vangie. Lui et sa femme sont les voisins des Kenndey.
- Vangie Lewis

Elle est la femme de Christopher. Elle est enceinte et doit accoucher. La police la retrouve sans vie dans sa chambre : tout indique que c'est un suicide...
- Joan

Hôtesse de l'air, elle est la maîtresse de Christopher.
- Richard Carroll

Médecin légiste et ami de Bill Kennedy. Il s'intéresse sérieusement à Katie.
- Bill Kennedy

Mari de Molly, la sœur de Katie, avec laquelle il a six enfants : l'aînée, Jennifer, 12 ans, des jumeaux de 6 ans (Peter et John), un garçon nommé William (dit Billy), et deux autres filles : Dina et Moira. Il est l'ami de Richard.
- Edna Burns

Elle est comptable-réceptionniste à la clinique Westlake.

## Adaptations télévisées
- 1983 : Mort suspecte (The Cradle Will Fall), téléfilm américain réalisé par John Llewellyn Moxey, avec Lauren Hutton
- 2004 : La Clinique du docteur H. (The Cradle Will Fall), téléfilm américain réalisé par Rob W. King, avec Angie Everhart
- 2015 : La Clinique du Docteur H, téléfilm français réalisé par Olivier Barma, avec Aurélien Recoing